# Campeonato Asiático de Atletismo de 2017 - 800 m feminino
A prova dos 800 metros feminino do Campeonato Asiático de Atletismo de 2017 foi disputada entre os dias 8 e 9 de julho de 2017 no Kalinga Stadium em Bhubaneswar, na Índia. 

## Recordes
Antes desta competição, os recordes mundiais e do campeonato nesta prova eram os seguintes:
|                       | Nome                  | Nacionalidade   | Tempo     | Local   | Data                  |
| --------------------- | --------------------- | --------------- | --------- | ------- | --------------------- |
| Recorde mundial       | Jarmila Kratochvílová | Tchecoslováquia | 1m 53s 28 | Munique | 26 de julho de 1983   |
| Recorde do campeonato | Zhang Jian            | China           | 2m 01s 16 | Fukuoka | 21 de julho de 1998   |
| Recorde asiático      | Liu Dong              | China           | 1m 55s 54 | Pequim  | 9 de setembro de 1993 |

## Medalhistas
| Ouro                       | Prata                       | Bronze             |
| Nimali Liyanarachchi (SRI) | Gayanthika Abeyrathne (SRI) | Fumika Omori (JPN) |

## Resultados

### Bateria

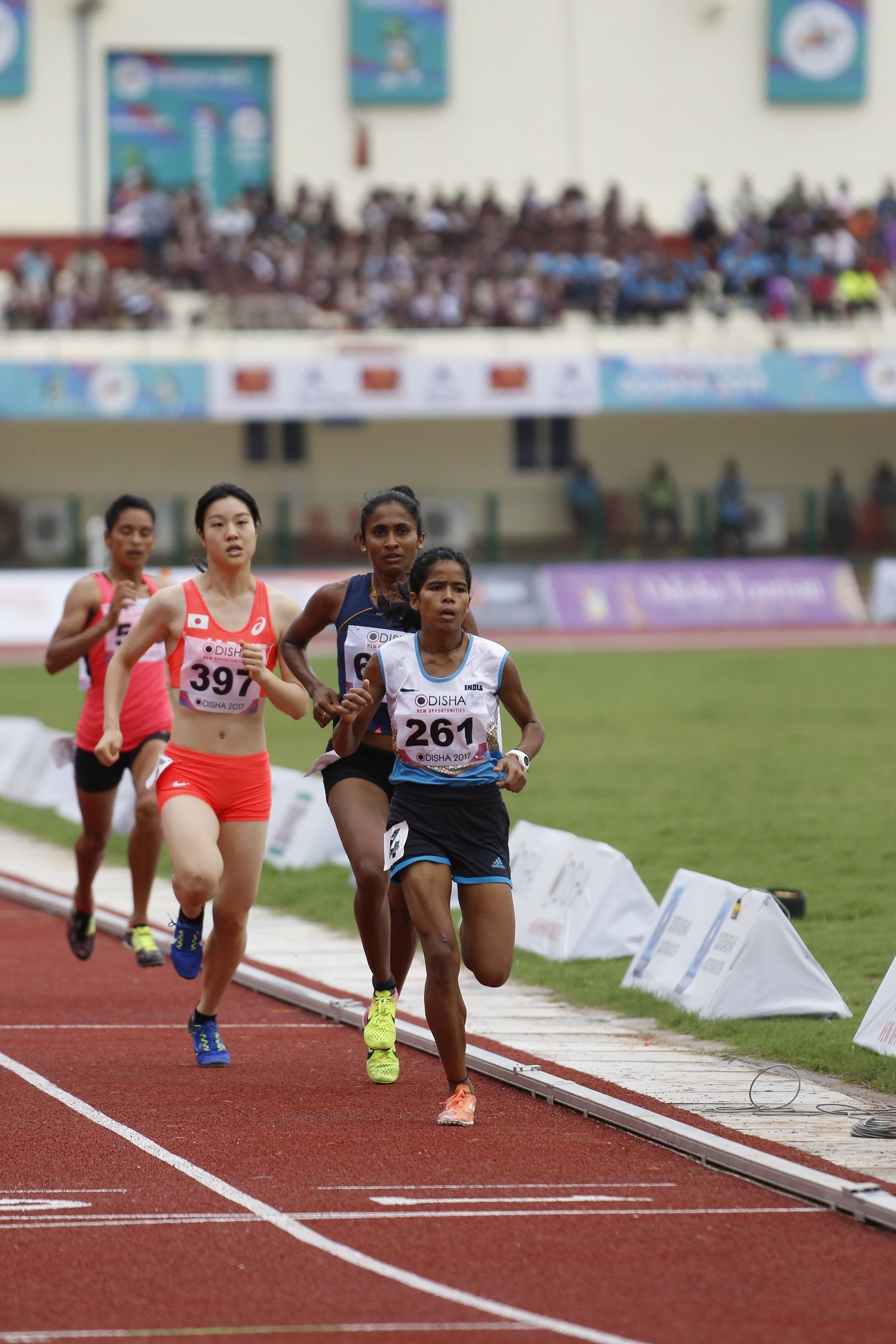
Bateria 3

Qualificação: 2 atletas de cada bateria  (Q) mais os 2 melhores qualificados (q). 
| Posição | Bateria | Atleta                | Nacionalidade   | Tempo   | Notas |
| ------- | ------- | --------------------- | --------------- | ------- | ----- |
| 1       | 2       | Tintu Luka            | Índia           | 2:06.66 | Q     |
| 2       | 2       | Nimali Liyanarachchi  | Sri Lanka       | 2:06.93 | Q     |
| 3       | 3       | Gayanthika Abeyrathne | Sri Lanka       | 2:06.95 | Q     |
| 4       | 2       | Fumika Omori          | Japão           | 2:07.13 | q     |
| 5       | 3       | Lili Das              | Índia           | 2:07.24 | Q     |
| 6       | 3       | Airi Ikezaki          | Japão           | 2:08.32 | q     |
| 7       | 1       | Archana Adhav         | Índia           | 2:09.42 | Q     |
| 8       | 1       | Tatyana Neroznak      | Cazaquistão     | 2:09.91 | Q     |
| 9       | 1       | Shin So-mang          | Coreia do Sul   | 2:09.94 |       |
| 10      | 1       | Song Tingting         | China           | 2:13.16 |       |
| 11      | 3       | Saraswati Bhattarai   | Nepal           | 2:13.99 |       |
| 12      | 2       | Arina Kleshchukova    | Quirguistão     | 2:14.97 |       |
| 13      | 1       | Gulshanoi Satarova    | Quirguistão     | 2:15.06 |       |
| 14      | 1       | Kuk Hyang             | Coreia do Norte | 2:15.78 |       |
| 15      | 2       | Hyo Sim               | Coreia do Norte | 2:20.60 |       |
| 16      | 2       | Sumi Akter            | Bangladesh      | 2:26.48 |       |
| 17      | 3       | Marquita dos Santos   | Timor-Leste     | 2:30.69 |       |
| 18      | 3       | Goma Pradhan          | Butão           | DSQ     |       |

### Final
| Posição           | Atleta                | Nacionalidade | Resultados | Notas |
| ----------------- | --------------------- | ------------- | ---------- | ----- |
| Medalha de ouro   | Nimali Liyanarachchi  | Sri Lanka     | 2:05.23    |       |
| Medalha de prata  | Gayanthika Abeyrathne | Sri Lanka     | 2:05.27    |       |
| Medalha de bronze | Fumika Omori          | Japão         | 2:06.50    |       |
| 4                 | Lili Das              | Índia         | 2:07.49    |       |
| 5                 | Airi Ikezaki          | Japão         | 2:08.62    |       |
| 6                 | Tatyana Neroznak      | Cazaquistão   | 2:10.10    |       |
| 7                 | Tintu Luka            | Índia         | DNF        | [ 3 ] |
| 7                 | Archana Adhav         | Índia         | DSQ        | [ 4 ] |

Legenda
| Recorde mundial       | Recorde mundial (World record)               |                       | Recorde africano                      | Recorde africano (African) |                                           | Q | Classificado por posição (Qualified) |
| Recorde do campeonato | Recorde do campeonato (Championship record)  | Recorde da América    | Recorde da América (Americas)         | q                          | Classificado por melhor tempo (Qualified) |   |                                      |
| Melhor marca do ano   | Melhor marca do ano (World leading)          | Recorde asiático      | Recorde asiático (Asian)              | DNS                        | Não largou (Did not start)                |   |                                      |
| Recorde nacional      | Recorde nacional (National record)           | Recorde europeu       | Recorde europeu (European)            | DNF                        | Não terminou (Did not finish)             |   |                                      |
| Recorde pessoal       | Recorde pessoal do atleta (Personal best)    | Recorde da Oceania    | Recorde da Oceania (Oceania)          | DSQ / DQ                   | Desclassificado (Disqualified)            |   |                                      |
| Recorde da temporada  | Recorde da temporada do atleta (Season best) | Recorde sul-americano | Recorde sul-americano (South America) | NM                         | Sem marca (No mark)                       |   |                                      |